# ویلیام هابر
ویلیام هابر (انگلیسی: William Hauber؛ ‏زاده ۲۰ مه ۱۸۹۱ - درگذشت ۱۷ ژوئیه ۱۹۲۹) بازیگر آمریکایی بود. او در ۶۶ فیلم در بین سال‌های ۱۹۱۳ تا ۱۹۲۸ ظاهر شد. او در براونزویل، مینه‌سوتا به دنیا آمد، و در کالیفرنیا در یک سقوط هواپیمایی در سال ۱۹۲۹ درگذشت.

## گزیدهٔ فیلم‌شناسی
- آن گروه موسیقی رگتایم
- نمایش
- عشق، چپاول و تصادف
- همهمه‌ای از ژرفنا
- آلمانی‌ها و جاسوس‌ها
- کارگر صحنه
- پیشخدمت
- کارگاه چوب‌بری
- بلاگردان
- حیاط انبار
- عشوه‌گری چاقالو
- دردسرهای آبجوسازی
- دوست پسرش
- کاباره نیمه‌شب
- عشق برق‌آسا
- شاگرد فروشنده
- تحصیلدار
- یک جفت پادشاه
- کید اسپید
- مأمور اف‌بی‌آی
- مراقبت ملال‌انگیز
- اشتباه یک لاس‌زن